# Potentilla erecta
La cinquefoglia eretta, cinquefoglia tormentilla o semplicemente tormentilla  (Potentilla erecta (L.) Raeusch., 1797) è una piccola pianta di altezza media, dai fiori gialli a quattro petali, appartenente alla  famiglia delle Rosacee.

## Etimologia
Il  nome generico (Potentilla) deriva dal vocabolo latino potens (= piccola pianta con potenti proprietà curative). L'epiteto specifico (erecta) deriva ovviamente dal portamento della pianta.

I tedeschi chiamano questa pianta Tormentill oppure Blutwurz ; i francesi la chiamano Potentille dressée oppure Tormentille; mentre gli inglesi la chiamano Tormentil.

## Descrizione

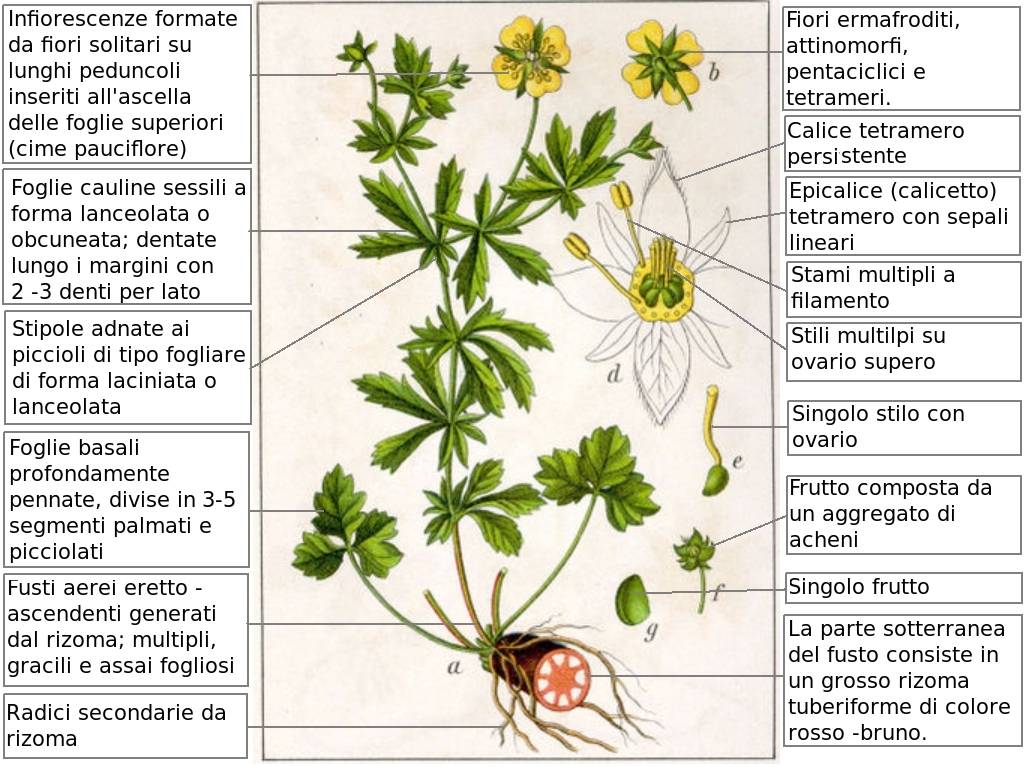
Descrizione delle parti della pianta

La forma biologica di questa pianta è emicriptofita scaposa (H scap), sono quindi piante perenni, con gemme svernanti al livello del suolo e protette dalla lettiera o dalla neve, con asse fiorale eretto e in genere non molto foglioso. L'altezza che può arrivare è di 30 cm (minimo 10 cm).

### Radici
Radici secondarie da rizoma.

### Fusto

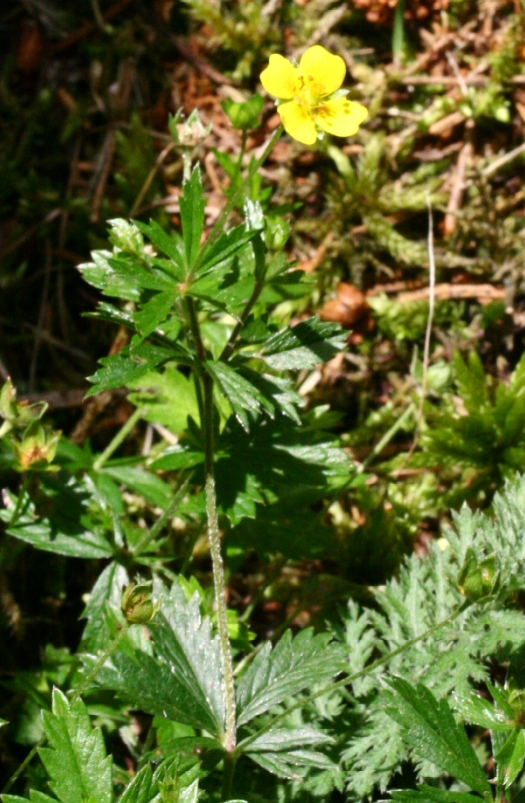
Portamento
Giardino Botanico Alpino "Giangio Lorenzoni" (loc. Pian Cansiglio), Tambre d'Alpago (BL), quota 1000 m s.l.m. - 5/7/2007

- Parte ipogea: la parte sotterranea del fusto consiste in un grosso rizoma, spesso tuberiforme e di colore bruno.
- Parte epigea: i fusti aerei (generalmente eretto-ascendenti) si generano direttamente dal rizoma: all'inizio sono decisamente prostrati, poi prima della fioritura tendono a diventare eretti; sono multipli, gracili e assai fogliosi, ma con scarsa pelosità.

### Foglie

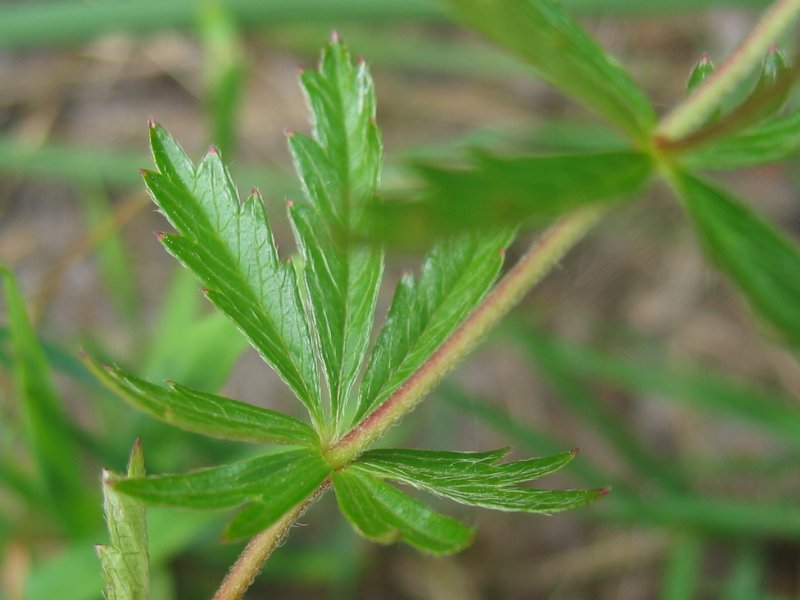
Foglia caulina a 5 lobi con 2 stipole

- Foglie basali: le foglie basali sono profondamente pennate, divise in tre-cinque distinti segmenti palmati (chiamati lobi o foglioline) e dentate lungo i bordi; la forma è ovata e sono picciolate. Normalmente le foglie basali non sono persistenti alla fioritura (e nascono prima dei fusti fioriferi).
- Foglie cauline: le foglie cauline possono essere sessili o brevemente picciolate. In genere sono divise in cinque (o tre segmenti) a forma obcuneata (o lanceolata) ed hanno delle stipole adnate al picciolo stesso. I vari segmenti s'inseriscono tutti nel medesimo punto e sono dentati lungo i margini fino all'apice (2 -3 denti per lato). Le stipole di forma laciniata oppure lanceolata simile ai lobi delle foglie sono sub - glabre sulle due pagine, ma pelose (quasi tomentose - setose) sulle nervature e sui bordi. Dimensione dei lobi più grandi: larghezza 1 cm, lunghezza 2 cm.

### Infiorescenza
L'infiorescenza è formata da fiori solitari su lunghi peduncoli inseriti all'ascella delle foglie superiori (cime pauciflore).

### Fiori

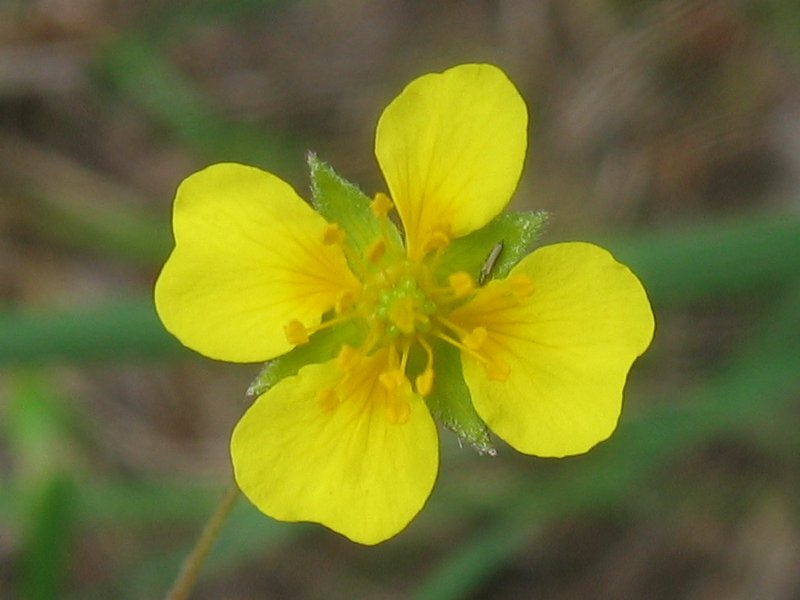
Il fiore

I fiori sono ermafroditi, attinomorfi, pentaciclici (sono presenti i 4 verticilli fondamentali delle Angiosperme: calice – corolla – androceo (con doppio verticillo di stami) – gineceo) e tetrameri.  Il ricettacolo è piatto e asciutto nonché fruttifero. Dimensione del fiore completo: 8 – 12 mm.
- Formula fiorale:

* K 4+4, C 4, A molti, G 4-8 (supero)
- Calice:il calice verde, persistente e con tubo corto, è formato da 4 doppi sepali triangolari e pelosi, ossia è presente un secondo calice  chiamato epicalice (o calicetto). Questo può essere interpretato come un residuo delle stipole di foglie trasformate in sepali. I sepali dell'epicalice sono più sottili, più lunghi e disposti in modo alterno rispetto a quelli del calice vero e proprio.
- Corolla: i 4 petali sono liberi (corolla dialipetala) e caduchi; il colore è giallo con una macchia arancione verso il centro del petalo; la forma è obcuneata o cuoriforme e sono retusi all'apice. I petali sono disposti in modo opposto ai sepali del calice vero e proprio e quindi sono sovrapposti ai sepali dell'epicalice e sono lievemente più lunghi del calice. Dimensione dei petali: larghezza 2,5 mm, lunghezza 2,5 mm.
- Androceo: gli stami glabri, del tipo a filamento, sono villosi nella metà inferiore (ma a volte anche per tutta la lunghezza) e sono inseriti direttamente sul calice (androceo perigino); il loro numero supera la ventina (fiore di tipo “diplostemone”[3]) e sono disposti tipicamente in tre serie: 10+5+5; il nettario è disposto ad anello internamente agli stami. Le antere sono ellissoidi e di colore giallo.
- Gineceo: i carpelli sono numerosi (da 4 a 8, raramente fino a 20) secchi e liberi ognuno dei quali ha uno stilo e un ovulo (gineceo apocarpico); l'ovario è supero. Gli stili sono caduchi e inoltre sono “elicati”, ossia sono tutti disposti su un asse comune.
- Fioritura: da maggio a agosto.
- Impollinazione: impollinazione tramite farfalle (anche notturne), api, mosche; ma è anche una pianta auto-fertile.

### Frutti
Il frutto ha una struttura multipla composta da diversi piccoli, secchi e pelosi acheni (aggregato di acheni).

## Distribuzione e habitat
- Geoelemento: il tipo corologico (area di origine) è Eurasiatico ma anche Eurosiberiano
- Diffusione: in Italia è comune ed è diffusa su tutto il territorio compreso tutto l'arco alpino. In Europa questa pianta è ugualmente comune e diffusa dappertutto (fino all'Inghilterra e Scandinavia). Altrove si trova in Asia (compresa la Siberia) e Africa settentrionale.
- Habitat: questa pianta vive nei luoghi boschivi e nei pascoli umidi (praterie rase subalpine), ma anche nelle brughiere, nelle torbiere e nei querceti, carpineti, betuleti e castagneti; il substrato preferito è quello siliceo, ma anche calcareo con pH indifferente e terreni a basso valore nutrizionale e mediamente umidi.
- Diffusione altitudinale: dal piano fino a 2400 m s.l.m., quindi le piante di questa specie frequentano il piano collinare, montano e subalpino.

## Fitosociologia
Dal punto di vista fitosociologico la specie di questa scheda appartiene alla seguente comunità vegetale:
Formazione : comunità delle praterie rase dei piani subalpino e alpino con dominanza di emicriptofite
Classe : Nardetea strictae

## Tassonomia
Il genere di questa pianta (Potentilla) è abbastanza numeroso, oltre 400 specie delle quali oltre una cinquantina sono spontanee dei nostri territori. La famiglia (Rosaceae) è una delle più importanti sia perché comprende fiori diffusissimi come le rose ma anche per il discreto numero di generi (alcune classificazioni elencano oltre 400 generi per diverse migliaia di specie).

La specie di questa scheda appartiene alla sottofamiglia Rosoideae caratterizzata dall'avere l'ovario semi-infero (o supero) con molti carpelli, l'androceo perigino e i frutti di tipo achenio.

All'interno del genere secondo il Fiori (Adriano Fiori, botanico italiano 1865 – 1950) la specie di questa scheda appartiene alla sezione Potentillastrum caratterizzata dall'avere i fiori gialli o biancastri, petali più lunghi del calice, numerosi stami e carpelli (le altre sezioni sono: Fragariastrum, Sibbaldia e Comarum).

### Variabilità
È una pianta la cui morfologia dipende dall'altitudine che è piuttosto ampia (0 – 2400 m s.l.m.). Può presentarsi quindi sotto aspetti diversi: il fusto può essere eretto - patente o prostrato, la pelosità può essere scarsa o appressata, può essere variabile inoltre la statura, la lunghezza dei piccioli, dei peduncoli, delle stipole e dei petali. Un altro carattere incostante è la forma delle stipole e dei lobi fogliari. In qualche caso si è riscontrata anche una variabilità nel numero dei petali (da 3 a 6). Tutti questi caratteri comunque non permangono a lungo e le piante che li possiedono tendono a generare in seguito individui nella norma.

Nell'elenco che segue sono indicate alcune varietà e sottospecie (l'elenco può non essere completo e alcuni nominativi sono considerati da altri autori dei sinonimi della specie principale o anche di altre specie):
- Potentilla erecta (L.) Räuschel subsp. erecta
- Potentilla erecta (L.) Räuschel subsp. strictissima (Zimmeter) A.J. Richards (1973)
- Potentilla erecta (L.) Räuschel var. erecta
- Potentilla erecta (L.) Räuschel var. herminii (Ficalho) Coutinho (1913)
- Potentilla erecta (L.) Räuschel var. strictissima (Zimmeter) G. Beck in Reichenb. (1912)

### Ibridi
La specie di questa scheda facilmente si ibrida con Potentilla reptans (entrambe sono specie molto comuni in Italia e si trovano ovunque) ed è probabile che la specie Potentilla anglica che ha caratteri intermedi tra le due specie sopra citate sia una specie ibridogenica
Nell'elenco che segue sono indicati alcuni ibridi interspecifici:
- Potentilla ×fallax Moretti ex Zimmeter (1884), non Rochel  (sinonimo =  P. ×suberecta)
- Potentilla ×procumbentoides Léveillé (1915) (sinonimo = P. ×suberecta)
- Potentilla ×suberecta Zimmeter (1884) – Ibrido fra: Potentilla anglica subsp. anglica e P. erecta
- Potentilla erecta × reptans – Ibrido fra: Potentilla reptans  e P. erecta

### Sinonimi
La specie di questa scheda, in altri testi, può essere chiamata con nomi diversi. L'elenco che segue indica alcuni tra i sinonimi più frequenti:
- Potentilla divergens (Reichenb.) Poeverlein (1889)
- Potentilla laeta Salisb. (1796)
- Potentilla strictissima Zimmeter (1884) (sinonimo =  P. erecta subsp. strictissima)
- Potentilla sylvestris Necker (1768)
- Potentilla tetrapetala Haller fil. ex Ser. (1818)
- Potentilla tormentilla Stokes
- Potentilla tormentilla Necker (1770)
- Potentilla tormentilla Necker proles reducta Rouy & E.G. Camus in Rouy (1900) (sinonimo = P. erecta subsp. var. herminii)
- Potentilla tormentilla Necker subsp. divergens (Reichenb.) Nyman (1878)
- Potentilla tormentilla Necker subsp. sylvestris Syme in Sm. (1864)
- Potentilla tormentilla Necker var. dacica Borbás ex Zimmeter (1884) (sinonimo = P. erecta subsp. strictissima)
- Potentilla tormentilla Necker var. herminii Ficalho (1879) (sinonimo =  P. erecta var. herminii)
- Potentilla tormentilla Necker var. humifusa Lecoq & Lamotte (1847)
- Tormentilla erecta L. (1753) basionimo ( = prima descrizione della specie)

### Specie simili
La “Cinquefoglia tormentilla” potrebbe essere confusa facilmente con Potentilla anglica Laicharding (Cinquefoglia inglese) che si differenzia per pochi caratteri: i petali a volte sono 5; i carpelli sono più numerosi (possono arrivare fino a 50); le foglie sono in prevalenza a 5 segmenti. Nelle nostre vicinanze si trova però solo in Corsica.

Più comune è la Potentilla reptans L. (Cinquefoglia comune) : si distingue comunque per il numero dei petali che è sempre 5; per le foglie che in genere sono più ovali e la dentatura sui bordi è meno marcata; ma soprattutto per il suo portamento che è strisciante e radicante ai nodi (è una pianta stolonifera).

## Galleria d'immagini

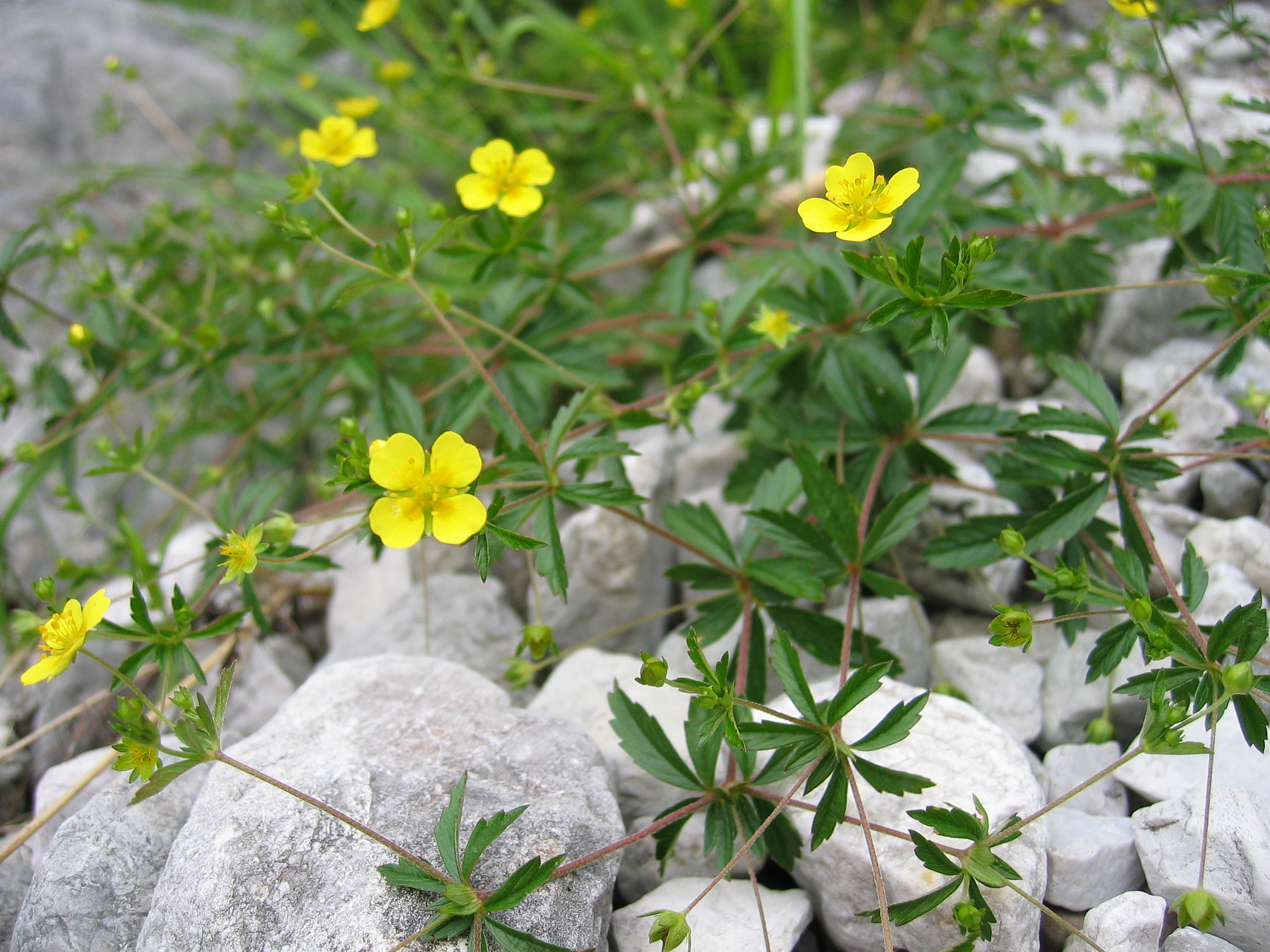
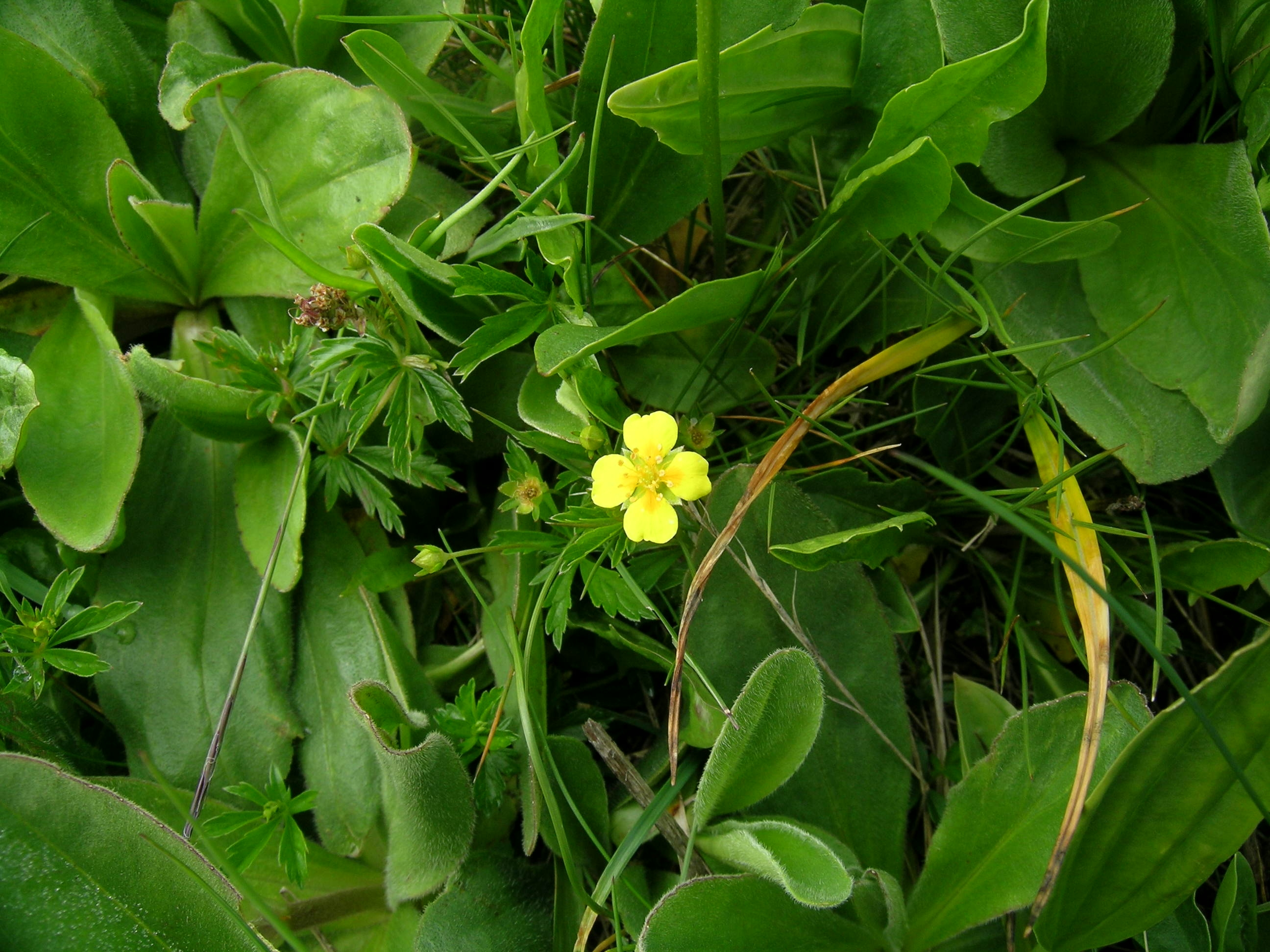
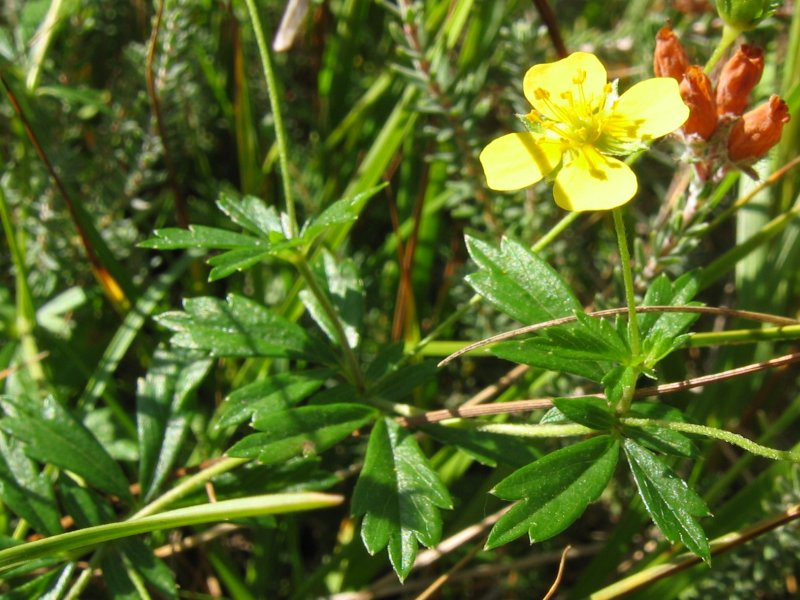
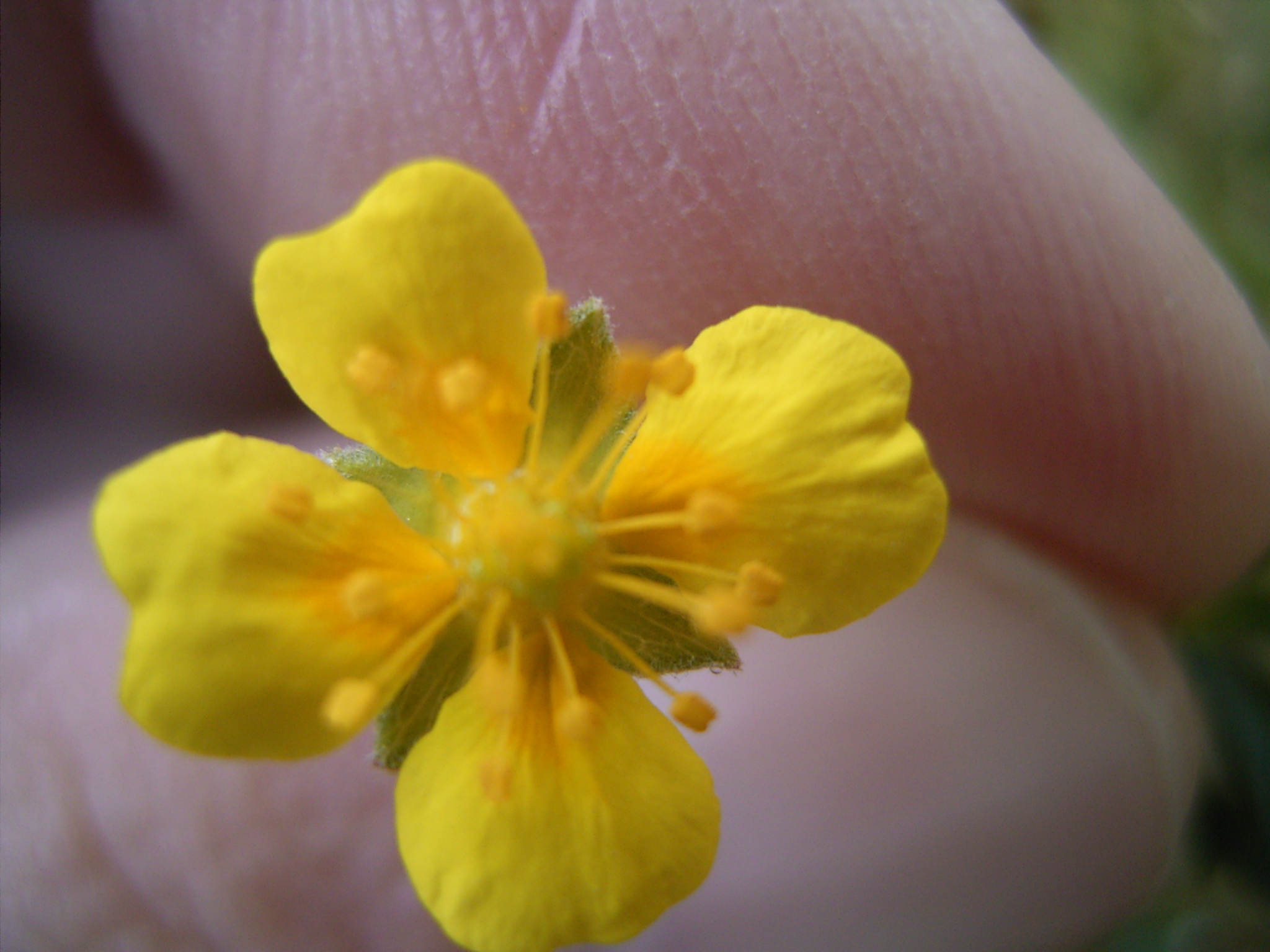

## Usi

### Farmacia
- Sostanze presenti: in queste piante sono presenti diverse sostanze tanniniche (20%): si può trovare tannino catechico, catechina, acido ellagico (tannino vegetale)[2]. Sono inoltre presenti flavonoidi e triterpeni.
- Proprietà curative: secondo la medicina popolare questa pianta ha buone proprietà astringenti  (limita la secrezione dei liquidi), ma si possono ottenere anche collutori per la pratica ginecologica (?). Altre proprietà indicate per questa pianta sono[5]: odontalgica (attenua il dolore ai denti – probabilmente il nome comune “tormentilla” deriva da questa proprietà capace di attenuate il “tormento” del male dei denti), decongestionante (diminuisce l'apporto sanguigno in una data parte del corpo), antibiotica (blocca la generazione di microbi e batteri – utile per l'igiene orale), antidiarroica (calma la diarrea per mezzo sia di azioni astringenti che sedative dell'intestino), ipoglicemica (diminuisce il glucosio nel sangue), emostatica  (blocca la fuoriuscita del sangue in caso di emorragia). Sembra inoltre che interferisca con l'assorbimento di ferro e altri minerali da parte del nostro corpo. Secondo alcuni testi la cura contro la diarrea e il mal di gola non sono stati dimostrati.
- Parti usate: il rizoma e i fiori.

### Cucina
In cucina vengono usate le radici (cotte), mentre con le foglie si possono preparare degli infusi.

### Industria
L'industria da questa pianta ricava alcuni prodotti per la cosmetica (saponi, deodoranti e creme varie), per la tintoria (coloranti dalle foglie, ma soprattutto dalle radici si ricava un bel colore rosso che viene usato come inchiostro – una volta si usava per tingere di rosso il cuoio), ma anche per la chimica vegetale (tannino).

### Giardinaggio
La “Cinquefoglia tormentilla” non è una pianta da giardinaggio, tuttavia a volte viene ugualmente coltivata (oltre che naturalmente raccolta dalla flora spontanea) dagli erboristi per le sue particolari proprietà terapeutiche.